# Теракт у соборі в Голо (2019)
Теракт у соборі в Голо — терористичний акт, який стався о 08:45 (UTC+08:00) 27 січня 2019 у Філіппінах, провінції Сулу, м. Холо у римо-католицькому кафедральному соборі Кармельської Богоматері у місті Голо, де вибухнуло дві бомби.

## Наслідки
За даними Західного командування Мінданао ЗСФ, загинуло: 18 людей, поранено: 82, що є меншими даними за раніше озвучені Національною поліцією Філіппін (НПФ) приблизні цифри — 20 загиблих і 111 поранених.